# Tornero

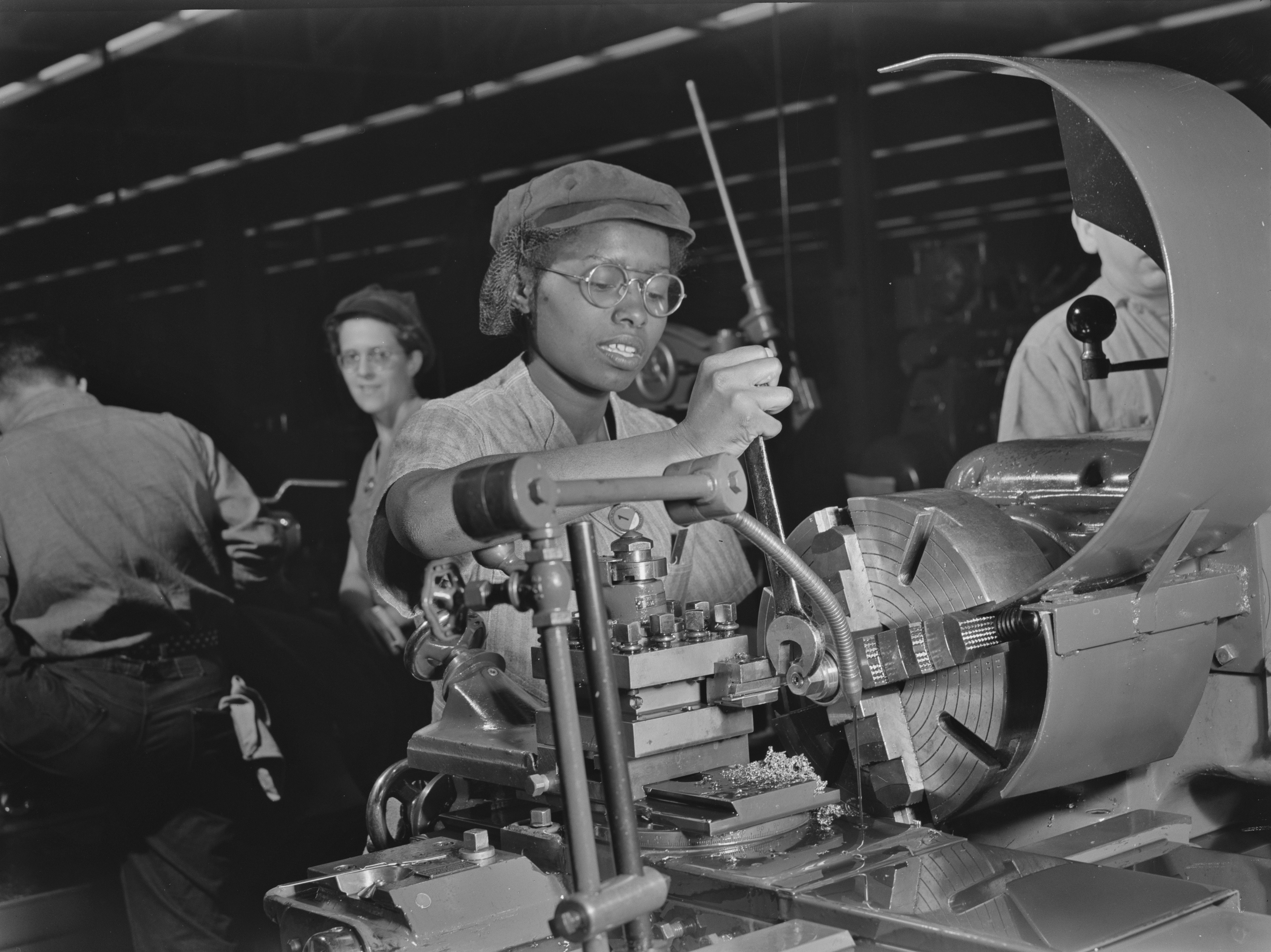
Mujer manejando el torno en una fábrica, durante la Segunda Guerra Mundial

Se denomina tornero al profesional cualificado de la industria metalúrgica que se encarga de manejar un torno,  máquina-herramienta que permite mecanizar, roscar, cortar, agujerear, cilindrar, desbastar, ranurar y rectificar piezas de distintos materiales de forma geométrica por revolución y/o corte de viruta. 

## Perfil de los profesionales torneros
Ante la diversidad de tornos que existe, también existen diferentes perfiles de los profesionales torneros dedicados a estas máquinas, entre los que se puede establecer la siguiente clasificación:

### Programadores de tornos de control numérico
Los tornos de control numérico (CNC), exigen en primer lugar de un técnico programador que elabore el programa de ejecución que tiene que realizar el torno para el mecanizado de una determinada. En este caso debe tratarse de un buen conocedor de factores que intervienen en el mecanizado en el torno como los siguientes:
- Prestaciones del torno
- Prestaciones y disponibilidad de herramientas
- Sujeción de las piezas
- Tipo de material a mecanizar y sus características de mecanización
- Uso de refrigerantes
- Cantidad de piezas a mecanizar
- Acabado superficial. Rugosidad
- Tolerancia de mecanización admisible.

Además deberá conocer bien los parámetros tecnológicos del torneado que son:
- Velocidad de corte óptima a que debe realizarse el torneado
- Avance óptimo del mecanizado
- Profundidad de pasada
- Velocidad de giro (RPM) del cabezal
- Sistema de cambio de herramientas.

A todos estos requisitos deben unirse una correcta interpretación de los planos de las piezas y la técnica de programación que utilice de acuerdo con el equipo que tenga el torno.

### Preparadores de tornos automáticos y de control numérico por computadora (CNC)
En las industrias donde haya instalados varios tornos automáticos de gran producción o tornos de control numérico por computadora (CNC), debe existir un profesional encargado de poner estas máquinas a punto cada vez que se produce un cambio en las piezas que se van a mecanizar porque es una tarea bastante compleja la puesta a punto de un torno automático o de control numérico.
Una vez que el torno ha sido preparado para un trabajo determinado, el control posterior del trabajo de la máquina suele encargarse a una persona de menor preparación técnica que sólo debe ocuparse de que la calidad de las piezas mecanizadas se vaya cumpliendo dentro de las calidades de tolerancia y rugosidad exigidas. A veces un operario es capaz de atender a varios tornos automáticos, si éstos tienen automatizados el sistema de alimentación de piezas mediante barras o autómatas.